# Dinastia Jin (265-420)
A Dinastia Jin (chinês simplificado: 晋朝; pinyin: jìn cháo; 265-420), uma das chamadas Seis Dinastias, seguiu-se ao Período dos Três Reinos e antecedeu as Dinastias do Sul e do Norte na China. A dinastia foi fundada pela família Sima (司馬, pinyin: Sīmǎ). Em seu a ápice a dinastia Jin teve uma população de aproximadamente 20 milhões de pessoas.

## História

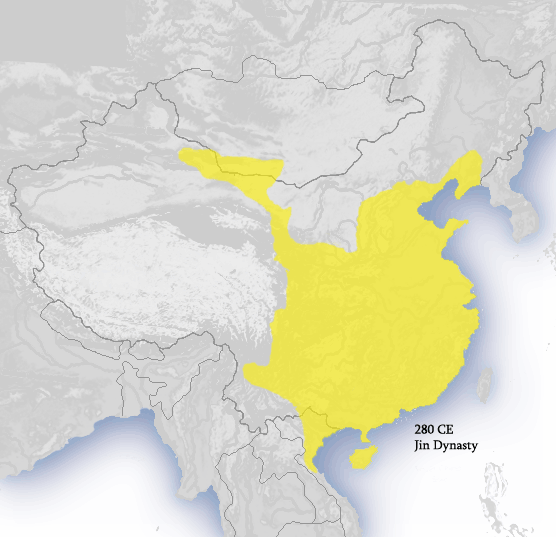
Territorio da Dinastia Jin Ocidental (em amarelo).

Existiram neste período, duas dinastias Jin, a Dinastia Jìn Ocidental (西晉, 265-317), que foi fundada pelo Imperador Wu de Jin, mais conhecido como Sima Yan. Embora tenha fornecido um breve período de unidade após ter conquistado o estado de Wu oriental em 280, Jìn não podia conter a invasão e a insurreição de povos nómades após a guerra devastadora dos oito príncipes. A capital da dinastia Jin Ocidental era Luoyang até 311, quando o imperador Huai foi capturado pelas forças de Han Zhao. A capital foi transferida para Chang'an, por quatro anos até sua conquista por Han Zhao em 316.
Então a corte de Jìn fugiu para o norte e o sul e restabeleceram a corte de Jìn em Jiankang, a sudeste de Luoyang e de Chang'an e a Nanjing, sob o príncipe de Longya. As famílias locais proeminentes de Zhu, de Gan, de Lu, de Gu e de Zhou suportaram a proclamação do príncipe de Langye como o imperador Yuan da Dinastia Jin Oriental (東晉 318-420) quando a notícia da queda de Chang'an alcangou o sul. (Porque os imperadores da dinastia Jìn oriental vieram de Langye, os estados rivais de Wu a Hu que não reconheceram sua legalidade).
As autoridades militaristas e as crises flagelaram a corte oriental de Jìn ao longo de seus 104 anos de existência. Sobreviveu às rebeliões do Dun de Wang e a Su Jun. Em 420 o último imperador da dinastia Jin oriental abdicaria do trono devido à disputas, dando-o à Liu Yu.

## Soberanos da Dinastia Jin (265-420)
| Nome Póstumo Shi Hao 諡號 shìhào           | Nomes de família e Nomes dados | Anos do Reinado | Nome de Era Nian Hao年號 niánhào e duração |
| ------------------------------------------ | ------------------------------ | --------------- | --- |
| Convencional: "Jin" + nome ou nome póstumo |                                |                 | |
| Dinastia Jin Ocidental 265–317             |                                |                 | |
| Jin Wudi                                   | Sima Yan                       | 265–290         | - Taishi 265–274 - Xianning 275–280 - Taikang 280–289 - Taixi 28 de janeiro de 290 – 17 de maio de 290 |
| Hui Di                                     | Sima Zhong                     | 290–307         | - Yongxi 17 de maio de 290 – 15 de fevereiro de 291 - Yongping 16 de fevereiro – 23 de abril de 291 - Yuankang 24 de abril de 291 – 6 de fevereiro de 300 - Yongkang 7 de fevereiro de 300 – 3 de fevereiro de 301 - Yongning 1 de junho de 301 – 4 de janeiro de 303 - Taian 5 de janeiro de 303 – 21 de fevereiro de 304 - Yongan 22 de fevereiro – 15 de agosto de 304; 25 de dezembro de 304 – 3 de fevereiro de 305 - Jianwu 16 de agosto – 24 de dezembro de 304 - Yongxing 4 de fevereiro de 305 – 12 de julho de 306 - Guangxi 13 de julho de 306 – 19 de fevereiro de 307 |
| none                                       | Sima Lun                       | 301             | - Jianshi 3 de fevereiro – 1º de junho de 301 |
| Huai Di                                    | Sima Chi                       | 307 – 313       | - Yongjia 307 – 313 |
| Mindi                                      | Sima Ye                        | 313–316         | - Jianxing 313–317 |
| Dinastia Jin Oriental 318–420              |                                |                 | |
| Yuan                                       | Sima Rui                       | 317–323         | - Jianwu 317–318 - Taixing 318–322 - Yongchang 322–323 |
| Ming Di                                    | Sima Shao                      | 323–325         | - Taining 323–326 |
| Cheng Di                                   | Sima Yan                       | 325–342         | - Xianhe 326–335 - Xiankang 335–342 |
| Kangdi                                     | Sima Yue                       | 342–344         | - Jianyuan 343–344 |
| Mu Di                                      | Sima Dan                       | 344–361         | - Yonghe 345–357 - Shengping 357–361 |
| Aidi                                       | Sima Pi                        | 361–365         | - Longhe 362–363 - Xingning 363–365 |
| Fei Di                                     | Sima Yi                        | 365–372         | *Taihe 365–372 |
| Jianwen Di                                 | Sima Yu                        | 372             | - Xianan 372–373 |
| Xiaowu Di                                  | Sima Yao                       | 372–396         | - Ningkang 373–375 - Taiyuan 376–396 |
| An Di                                      | Sima Dezong                    | 396–419         | - Longan 397–402 - Yuanxing 402–405 - Yixi 405–419 |
| Gong Di                                    | Sima Dewen                     | 419–420         | - Yuanxi 419–420 |